# 윤지희 (예술가)
윤지희는 대한민국의 화가이다. 2018년 《지적박물관 - '지적박물관 작은 전시 쉼'》으로 데뷔했다.

## 약력
- 2024 홍익대학교 일반대학원 미술학과 회화과 수료(Ph.D. A.B.D.)
- 2020 홍익대학교 일반대학원 회화과 졸업(M.A.)
- 2019 충북대학교 조형예술학과 졸업(B.A.)

## 작품 활동
- 개인전 2024 충북문화재단 문화예술지원사업 피할수 없는 당신의 이야기:UNAVOIDABLE        제천문화재단 청년예술인(단체)지원사업 ‘쉼’ (제천시민회관 제1전시실)  2023 윤지희 개인전 (호텔스카이파크갤러리)  2022 기억색 윤지희 개인전 (아트라우드갤러리)  2021 Today’s mood is yellowish (청주예술의전당)     오늘의 쉼터가 되어드리겠습니다 윤지희 개인전 (국회의사당 외계인키친)  2020 제 12회 갤러리탐 윤지희 개인전 (탐앤탐스 역삼2호점)  2018 작은 전시 ‘쉼-쉴 곳’ (지적박물관)
- 단체전  2024 제천시 청년작가발굴기획초대전 청춘, 여름에 물들다 (제천시민회관)  2023 제천시 청년작가발굴기획초대전 청년, 그 푸르름 (제천시민회관)  2022 20인 기획전 들여다보다 당신의 예술은 무엇인가요? (tya 서촌)  2021 갤러리시선 3인 공모전 (GS건설 그랑서울)  2020 제 1회 Hact 홍대 교류전 (갤러리빈치)     로그아트 [재미지고] 작가미술장터 (청주문화제조창)  2019 ASYAAF (동대문디자인플라자)     제 20회 GPS전 (홍익대학교 현대미술관)     위기의청년작가들 [우주개구리] (라폼므현대미술관)     STAR:T (갤러리 올)

## 수상 내역
- 2021 제 46회 충북미술대전 대상          제 21회 대한민국한지대전 특선
- 2020 제 20회 대한민국한지대전 동상            제 39회 대한민국미술대전 입선           제 1회 청년미술대전 입선
- 2019 제 24회 광저우청년국제아트페어공모전 입선            ASYAAF 입선
- 2018 충북미술대전 입선